# We Both Know
We Both Know é um single de Colbie Caillat e Gavin DeGraw lançado em 10 de dezembro de 2012 para o álbum "Safe Haven: Original Motion Picture Soundtrack". A canção foi composta por Caillat e DeGraw especialmente para a trilha sonora do filme de 2013, Um Porto Seguro. O videoclipe de “We Both Know” foi gravado em novembro de 2012.